# Friedrich Wagner (Historiker, 1586)
Friedrich Wagner  (* 14. September 1586 in Königsberg; † 10. September 1620 ebenda) war ein deutscher Historiker und Geschichtsprofessor in Königsberg.

## Leben
Wagner immatrikulierte sich im Sommersemester 1598 an der Albertina, studierte dann aber doch an der Universität Wittenberg, wo er 1617 als Magister phil. abschloss.
Nach seiner Rückkehr wurde er Hypodidascalus am Pädagogium und Geschichtsprofessor Albertus-Universität in Königsberg.
Wagner stiftete mit seiner Gattin ein Theologiestipendium („Wagnerarium“).

## Familie
Er war mit Regina Raschnischin oder Ranisch (1603–1620) vermählt und hatte mit dieser einen Sohn Friedrich Wagner († vor 1706), der Rektor der St. Marienschule in Danzig war. Wagners Enkel und Sohn des obigen Friedrich war Georg Friedrich Wagner († 1709), Stadtsyndikus in Tilsit.

## Werke
- Monstrum Zwinglio-Calvinianum, Wittenberg 1617
- de notis Antichristi, Königsberg 1618 (Disputation)